# Hoher Fraßen
Der Hohe Fraßen (auch Hoher Frassen, früher auch Pfannenknecht) ist ein 1979 m ü. A. hoher Berg im Lechquellengebirge im österreichischen Bundesland Vorarlberg. Er ist der westlichste eigenständige Berg des Gebirges.
Er sendet zwei ausgeprägte, lange Grate aus: Nach Südosten den Frassengrat, der über dem felsigen Rappaschrofen nach Osten umbiegt und sich in der langen Klesiwand (1929 m ü. A.) zum Tiefenseesattel fortsetzt, und nach Südwesten hinunter zum Hangenden Stein zwischen Ludesch und Nüziders. An seinem Westhang befindet sich die Parzelle Ludescherberg in aussichtsreicher Lage.
Zu erreichen ist er unter anderem von der Bergstation der Muttersberg-Seilbahn in etwa 2 Stunden.
- mit Rundweg über Fraßenhütte (1725 m ü. A.; Hütte der Sektion Vorarlberg des ÖAV) und gleicher Route als Rückweg: 3½ Stunden
- über Rappaschrofaweg und Tiefenseesattel (1562 m ü. A.): 4 Stunden

Von Raggal ist der Gipfel auf einem steileren Weg über die Klesialpe in 2¾ Stunden erreichbar, auch von Marul führt ein Weg über die Tiefenseealpe und weiter über die Klesialpe oder über den Tiefenseesattel und den Rappaschrofen zum Gipfel.
Von dort bietet sich ein umfassender Ausblick auf den Rätikon (z. B. Sulzfluh, Zimba, Schesaplana und Panüeler), in die Silvretta z. B. mit dem Piz Buin und Piz Linard und weit hinein in die Schweizer Berge jenseits des Rheins bis hin zu Tödi, Glärnisch und Bös Fulen. Auch die 160 bis 170 km entfernten Schwarzwaldgipfel Feldberg und Belchen können vom Fraßen bei entsprechenden Sichtbedingungen gesehen werden.
1972 wütete der damals größte Waldbrand Österreichs in den Südosthängen des Berges, nachdem ein von spielenden Kindern am Muttersberg entfachter Rasenbrand außer Kontrolle geriet, auf den Bewuchs am darüber steil aufragenden, schwer zugänglichen Frassenhang übergriff und 100 ha, nach anderen Angaben 55 ha Waldfläche vernichtete.
Der Berg wird an seiner Südseite bis auf den 1970 m hohen Frassengrat hinauf beweidet.

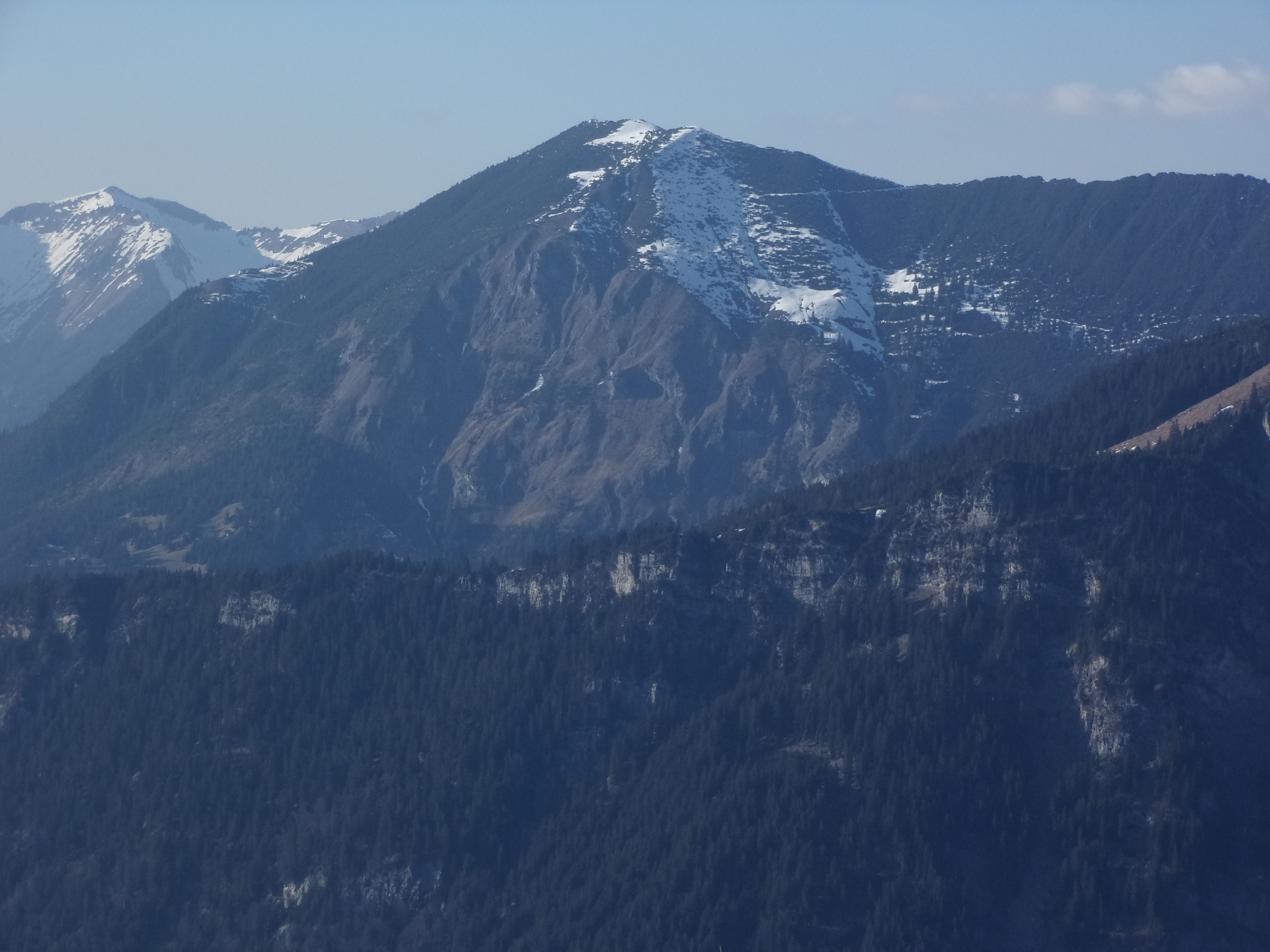
Hoher Fraßen von Südosten. Links dahinter der Walserkamm, vor diesem auf einem Absatz die Fraßenhütte. Katzenköpfe im Vordergrund

## Wortbedeutung
Der Name Fraßen bzw. Frassen stehe im Zusammenhang mit den heute noch gebräuchlichen Worten Fressen bzw. Essen und soll sich auf die Beweidung der Hänge bzw. das Mähen beziehen. Adelung nennt als verwandte Worte zu „fressen“ in seinem Grammatisch-kritischen Wörterbuch der Hochdeutschen Mundart auch „fretzen“, „frexen“, „atzen“. Eine ähnliche Bedeutung besteht beim Berg Hoher Freschen.
Eine weitere Herleitung des Bergnamens entstamme dem rätoromanischen "frasume", was "offene Gegend" bedeutet.